# QV60
QV60 es la tumba de Nebettaui, la hija y Gran Esposa Real de Ramsés II, perteneciente a la dinastía XIX. Está situada en el Valle de las Reinas, en la ribera occidental del Nilo, en Egipto.
Champollion y Lepsius hicieron referencia a esta tumba, que posteriormente fue excavada por Ernesto Schiaparelli, director del Museo Egipcio de Turín.
Lepsius la describió brevemente, clasificándola con el número 6 de su lista.

## Descripción
La tumba está compuesta por un vestíbulo, una cámara lateral y una cámara funeraria. En el muro izquierdo de la primera cámara están representados 41 jueces, cada uno con una pluma en la cabeza. Nebettaui aparece ofreciendo una estatua de Maat a una figura sentada, cuyo tocado está coronado con dos plumas. En la segunda cámara Nebettaui se muestra ante Horus y exhibe sus títulos más importantes: La Osiris, Hija del rey, Gran Esposa Real, Señora de las Dos Tierras y Señora del Alto y Bajo Egipto.
En una de las escenas, Nebettaui luce un tocado especial: una corona de buitre con uraeus, coronada por un modio que sostiene diversas flores. Este tocado específico representó únicamente a las reinas Nebettaui, Isis Ta-Hemdjert (tumba QV51, de la época de Ramsés III-Ramsés IV), y a la reina Tyti (tumba QV52, de la dinastía XX). Una versión anterior de esta corona fue usada por la princesa-reina Sitamón, la hija y esposa de Amenofis III. Por lo tanto, podría ser una referencia a su similar posición (aunque la unión con hermanas o medio hermanas era común entre los faraones, solo Amenhotep III, Akenatón y Ramsés II tomaron también a hijas como esposas).
La tumba fue transformada en una capilla cristiana durante el período copto.